# Costa Mesa, Kalifornija
Costa Mesa je grad na jugu američke savezne države Kalifornije, u okrugu Orange. Prema službenoj procjeni iz 2009. godine ima 116.479 stanovnika. Nalazi se 60 km jugoistočno od Los Angelesa i 142 km sjeverno od San Diega. U krugu od 15 km su i gradovi Westminster, Garden Grove, Huntington Beach, Santa Ana te Irvine. Od pacifičke obale Costa Mesu dijeli samo 1,5 km (grad Newport Beach).

## Povijest
Na području današnjeg grada nekad su bili pašnjaci za stoku koja je pripadala misiji San Juan Capistrano (Sveti Ivan Kapistran). Početkom 19. stoljeća misionari su ovdje sagradili estanciu, postaju za trgovce stokom i kauboje. Do 1880-ih su anglosaksonski doseljenici kupili brojne manje rančeve, nekoć dijelove velikog gospodarstva u vlasništvu obitelji Yorba. Gradić, koji se zvao i Fairview te Harper, od 1920. nosi španjolski naziv Costa Mesa ("obalna visoravan").
Snažan rast stanovništva počeo je uglavnom nakon Drugog svjetskog rata. Dana 29. lipnja 1953. Costa Mesa dobila je status grada.

## Zemljopis
Gradsko područje, koje kao i cijela južna Kalifornija ima mediteransku klimu, veličine je 40,6 km². Costa Mesa se nalazi na sjecištu prometnica Interstate 405 (San Diego Freeway) i California State Route 55, kojom je povezana sa susjednim primorskim gradom Newport Beach na Tihom oceanu. Grad se također nalazi na sjevernoj granici California State Route 73. Costa Mesa ima 26 parkova, javni golf teren, 26 škola i dvije knjižnice, fakultet i dva sveučilišta. Poznato je kulinarsko središte ovog dijela Kalifornije, s brojnim restoranima.
Grad je poznat po svojoj bogatoj kulturnoj raznolikosti s godišnjim ljetnim sajmom (Orange County Fair). Dio sajamskog prostora (Orange County Fair & Exhibition Center) je i Pacific Amphitheater, dvorana u kojoj su nastupali Madonna, Bill Cosby, Jessica Simpson, Steppenwolf, Kelly Clarkson i mnogi drugi izvođači.
U Costa Mesi se nalazi Orange County Performing Arts Center (OCPAC), velika koncertna dvorana. U urbanom području je također South Coast Plaza, trenutačno treći po veličini trgovački centar u SAD-u.

## Poznate osobe
- Mike Barrowman, trofejni plivač, osvajač zlata na OI 1992.

## Gradovi prijatelji
- City of Wyndham, Australija

## Vanjske poveznice
- Službena stranica (engl.)
- Stranica Turističke zajednice  Arhivirana inačica izvorne stranice od 7. prosinca 2006. (Wayback Machine) (engl.)
- National University (engl.)
- Vanguard University of Southern California (engl.)